# Kang Ju-hyok
Kang Ju-hyok (Corea del Norte) es un futbolista profesional norcoreano que juega como portero del Hwaebul SC de la liga de fútbol de Corea del Norte.

## Selección nacional
Kang Ju-hyok fue nominado por primera vez en la selección nacional adulta en el año 2019 para la competición de la Copa Asiática de ese año, ocupando el lugar de tercer portero de la selección nacional.
En 2023, fue seleccionado para integrar el equipo en los Juegos Asiáticos 2022, siendo uno de los futbolistas que superaba la edad reglamentaria.Durante la fase de grupos, Kang mantuvo su portería imbatida, contribuyendo así a la clasificación de su equipo en el primer lugar del grupo para la fase eliminatoria.
En los dieciseisavos de final, el equipo norcoreano venció a Baréin por 2-0, lo que permitió a Kang acumular 360 minutos sin encajar goles.Sin embargo, en los cuartos de final, Corea del Norte se enfrentó al equipo japonés y perdió 2-1. Durante ese partido, Kang cometió una falta penal y recibió una tarjeta amarilla, al final del partido hubo problemas por las protestas de los jugadores norcoreanos contra el árbitro del partido.
En las eliminatorias para la Copa Mundial 2026, Kang Ju-hyok se convirtió en el portero titular de la selección nacional.
En su debut contra la selección de fútbol de Siria, el equipo perdió 1-0, y Kang cometió una falta penal. En su segundo partido como titular, su equipo ganó 6-1 sobre la selección de Birmania. Kang fue sustituido en el minuto 78.
En su tercer partido, Kang fue titular y tuvo una destacada actuación contra la selección japonesa, realizando varias intervenciones para mantener su portería segura. A pesar de sus esfuerzos, el equipo japonés ganó el encuentro por 1-0.

## Clubes
| Club       | País            | Año      |
| ---------- | --------------- | -------- |
| Hwaebul SC | Corea del Norte | 2018-act |